# Fresnes-en-Woëvre
Pour les articles homonymes, voir Fresnes et Woëvre.
Fresnes-en-Woëvre est une commune française située dans le département de la Meuse, en région Grand Est.

## Géographie

### Situation
La commune fait partie du parc naturel régional de Lorraine et de la Communauté de communes du Territoire de Fresnes-en-Woëvre dont elle est le siège, elle se trouve à 19 km au sud-est de Verdun.

#### Communes limitrophes
| Manheulles | Riaville          | Riaville           |
| Bonzée     | Fresnes-en-Woëvre | Riaville           |
| Bonzée     | Bonzée            | Saulx-lès-Champlon |

### Hydrographie

#### Réseau hydrographique
La commune est dans le bassin versant du Rhin au sein du bassin Rhin-Meuse. Elle est drainée par le Longeau, le ruisseau de Riaville, le ruisseau d'Haudiomont, le ruisseau de la Fontaine A Moulin et le ravin de Viseau,.
Le Longeau, d'une longueur de 37 km, prend sa source dans la commune de Hannonville-sous-les-Côtes et se jette  dans l'Yron à Friauville, après avoir traversé 16 communes. 

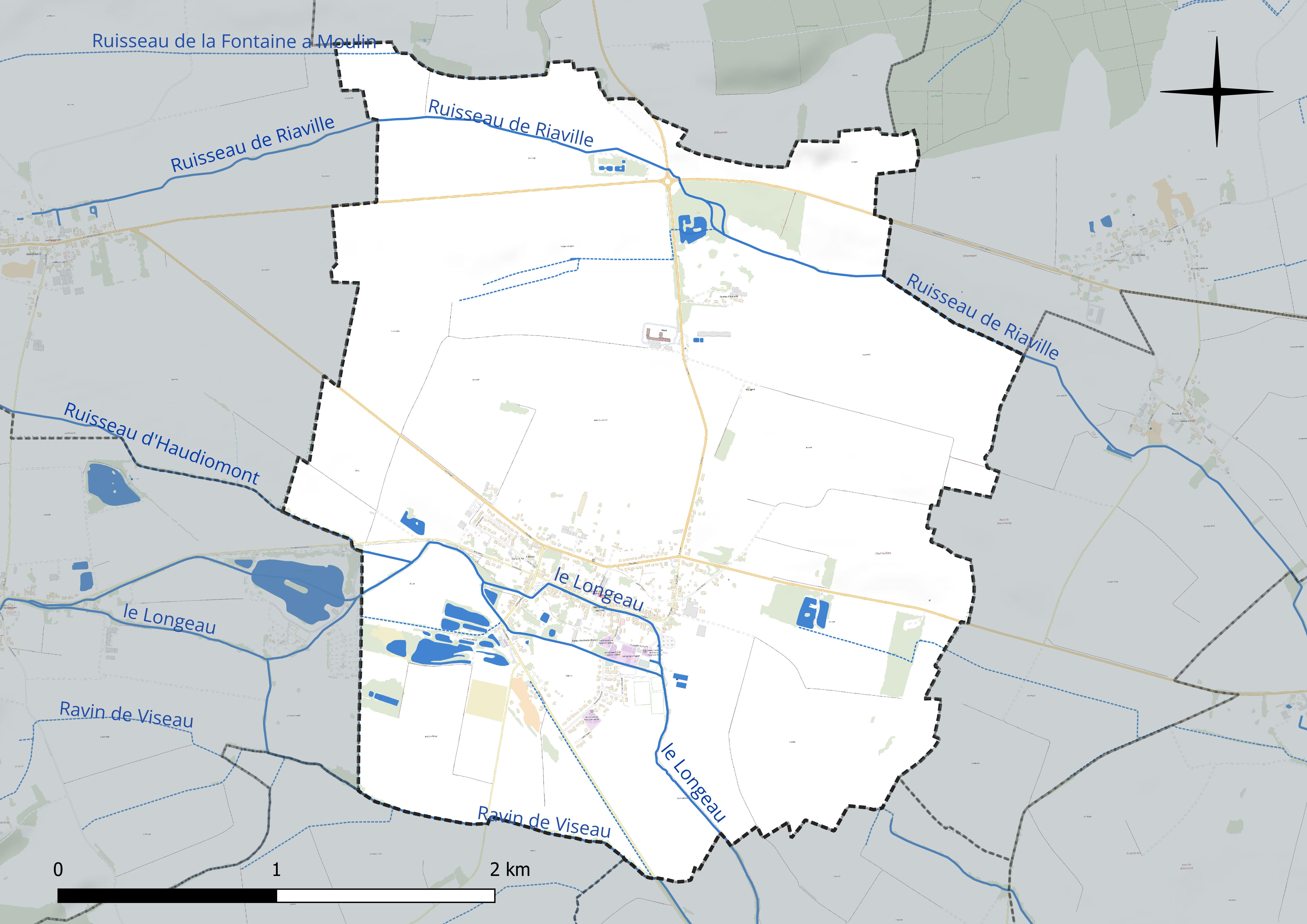
Réseau hydrographique de Fresnes-en-Woëvre.

#### Gestion et qualité des eaux
Le territoire communal est couvert par le schéma d'aménagement et de gestion des eaux (SAGE) « Bassin ferrifère ». Ce document de planification concerne le périmètre des anciennes galeries des mines de fer, des aquifères et des bassins versants hydrographiques associés qui s’étend sur 2 418 km2. Les bassins versants concernés sont celui de la Chiers en amont de la confluence avec l'Othain, et ses affluents (la Crusnes, la Pienne, l'Othain), celui de l'Orne et ses affluents et celui de la Fensch, le Veymerange, la Kiesel et les parties françaises du bassin versant de l'Alzette et de ses affluents (Kaylbach, ruisseau de Volmerange). Il a été approuvé le 27 mars 2015. La structure porteuse de l'élaboration et de la mise en œuvre est la région Grand Est. 
La qualité des cours d’eau peut être consultée sur un site spécial géré par les agences de l’eau et l’Agence française pour la biodiversité. 

### Climat
Pour des articles plus généraux, voir Climat du Grand Est et Climat de la Meuse.
En 2010, le climat de la commune est de type climat des marges montargnardes, selon une étude du Centre national de la recherche scientifique s'appuyant sur une série de données couvrant la période 1971-2000. En 2020, Météo-France publie une typologie des climats de la France métropolitaine dans laquelle la commune est exposée à un climat océanique altéré et est dans la région climatique  Lorraine, plateau de Langres, Morvan, caractérisée par un hiver rude (1,5 °C), des vents modérés et des brouillards fréquents en automne et hiver. 
Pour la période 1971-2000, la température annuelle moyenne est de 9,6 °C, avec une amplitude thermique annuelle de 16,4 °C. Le cumul annuel moyen de précipitations est de 889 mm, avec 13,1 jours de précipitations en janvier et 9,3 jours en juillet. Pour la période 1991-2020, la température moyenne annuelle observée sur la station météorologique de Météo-France la plus proche, « Bonzée_sapc », sur la commune de Bonzée à 3 km à vol d'oiseau, est de 10,6 °C et le cumul annuel moyen de précipitations est de 783,7 mm. 
La température maximale relevée sur cette station est de 40,6 °C, atteinte le 24 juillet 2019 ; la température minimale est de −17,3 °C, atteinte le 7 février 2012,,. 
Les paramètres climatiques de la commune ont été estimés pour le milieu du siècle (2041-2070) selon différents scénarios d'émission de gaz à effet de serre à partir des nouvelles projections climatiques de référence DRIAS-2020. Ils sont consultables sur un site spécial publié par Météo-France en novembre 2022.

## Urbanisme

### Typologie
Au 1er janvier 2024, Fresnes-en-Woëvre est catégorisée commune rurale à habitat dispersé, selon la nouvelle grille communale de densité à sept niveaux définie par l'Insee en 2022.
Elle est située hors unité urbaine et hors attraction des villes,.

### Occupation des sols
L'occupation des sols de la commune, telle qu'elle ressort de la base de données européenne d’occupation biophysique des sols Corine Land Cover (CLC), est marquée par l'importance des territoires agricoles (89,8 % en 2018), en diminution par rapport à 1990 (90,8 %). La répartition détaillée en 2018 est la suivante :
terres arables (89,8 %), zones urbanisées (8,1 %), espaces verts artificialisés, non agricoles (2,1 %). L'évolution de l’occupation des sols de la commune et de ses infrastructures peut être observée sur les différentes représentations cartographiques du territoire : la carte de Cassini (XVIIIe siècle), la carte d'état-major (1820-1866) et les cartes ou photos aériennes de l'IGN pour la période actuelle (1950 à aujourd'hui).

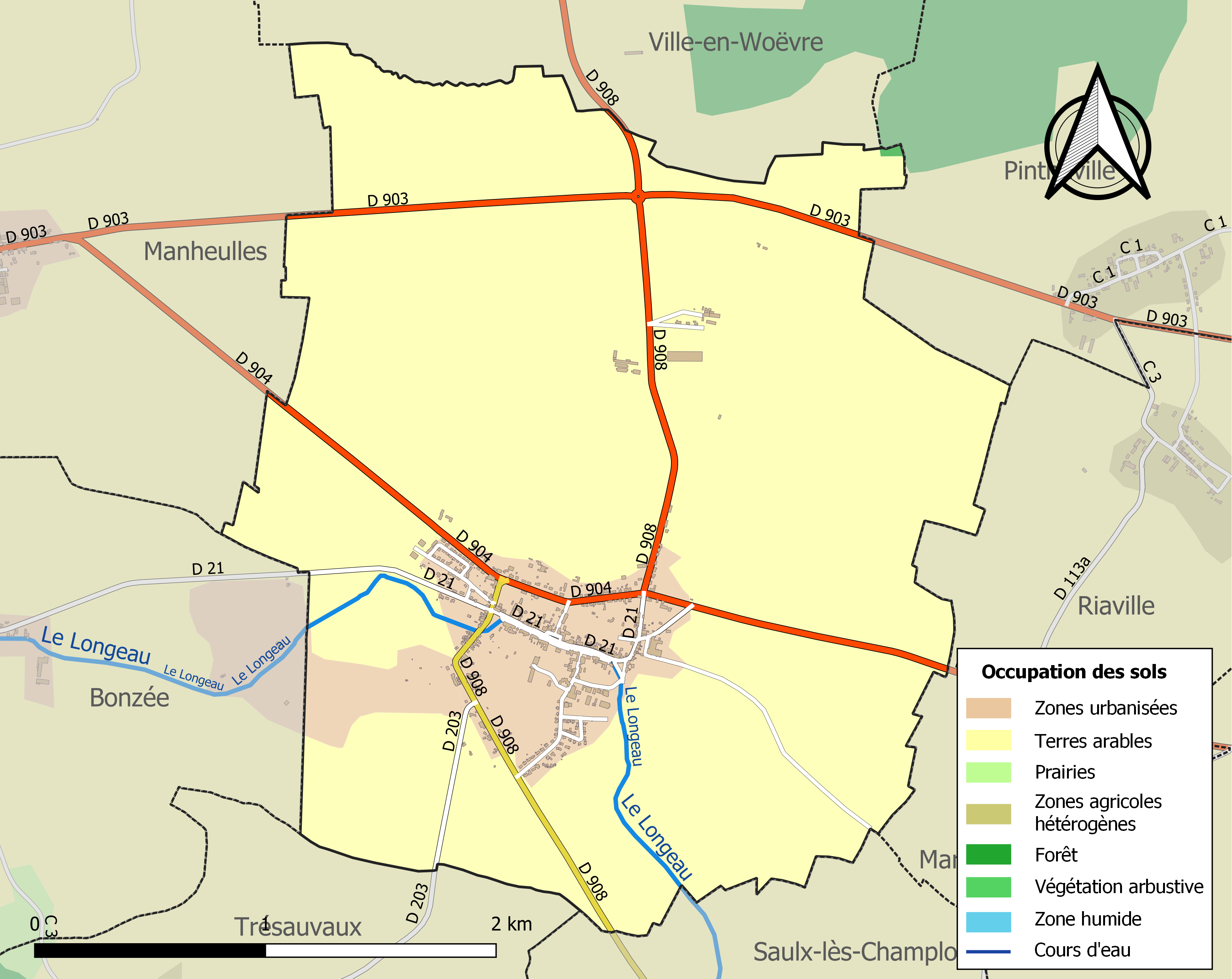
Carte des infrastructures et de l'occupation des sols de la commune en 2018 (CLC).

## Toponymie
Le nom de la localité est attesté sous les formes Frasindum-villa (IXe siècle) ; Frasinetum et Frasnidum (952) ; Frencia, Frenzeia in pago Waverensi (960) ; Frasinum (1015) ; Frasna (1165) ; Frasne (1230) ; Frane (1230) ; Frane-en-Wevre (1247) ; Fraisnes (1332) ; Fraisne (1494) ; Fresne-en-Voivre (1564) ; Fresne-en-Voipvre, de Fraxinis (1642) ; Fresne (1656) ; Franisda-villa (1738) ; Frania (1756).

De la langue d'oïl, fresnoi, « lieu planté de frênes ».
La Woëvre est une région naturelle du nord-est de la France, située dans la région Lorraine, essentiellement dans le département de la Meuse et pour une plus faible partie en Meurthe-et-Moselle voire dans le département des Vosges.

## Histoire
Le 1er novembre 1914, durant la Première Guerre mondiale, la ligne de front se situe dans la commune, elle est tenue par le 106e régiment d'infanterie.

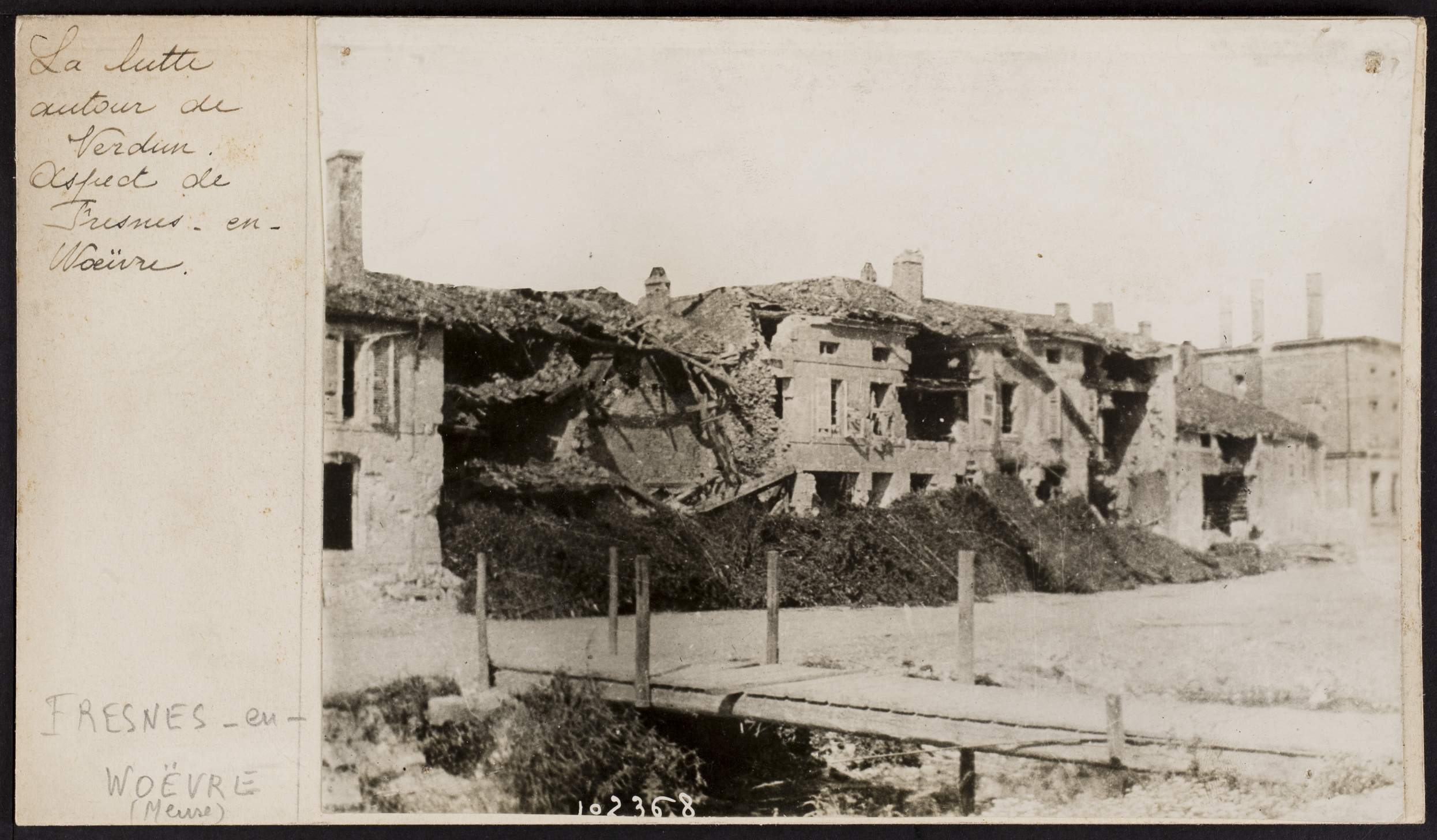
Destructions de la Grande guerre.

En 1915, elle est tenue par le 144e régiment d'infanterie.
Ayant participé à la bataille, le député des Vosges, Abel Ferry, donnera à sa fille née en 1918 le prénom « Fresnette ».

## Politique et administration
| Période                                  | Période   | Identité              | Étiquette | Qualité                                                         |
| ---------------------------------------- | --------- | --------------------- | --------- | --------------------------------------------------------------- |
| Les données manquantes sont à compléter. |           |                       |           |                                                                 |
| avant 1988                               | ?         | Bernard Lemasson      |           |                                                                 |
| mars 2001                                | mars 2014 | Régine Trompette      | DVD       | Conseillère générale du canton de Fresnes-en-Woëvre (2001-2008) |
| mars 2014                                | mai 2020  | Jean-Marie Cousin     | UDI       | Conseiller général du canton de Fresnes-en-Woëvre (2008-2015)   |
| mai 2020                                 | En cours  | Martine Winger Galtié |           | Ancienne cadre                                                  |

## Population et société

### Démographie
L'évolution du nombre d'habitants est connue à travers les recensements de la population effectués dans la commune depuis 1793. Pour les communes de moins de 10 000 habitants, une enquête de recensement portant sur toute la population est réalisée tous les cinq ans, les populations de référence des années intermédiaires étant quant à elles estimées par interpolation ou extrapolation. Pour la commune, le premier recensement exhaustif entrant dans le cadre du nouveau dispositif a été réalisé en 2006.

En 2022, la commune comptait 668 habitants, en évolution de −1,91 % par rapport à 2016 (Meuse : −4,4 %, France hors Mayotte : +2,11 %).
| 1793 | 1800 | 1806 | 1821 | 1831  | 1836  | 1841  | 1846  | 1851  |
| ---- | ---- | ---- | ---- | ----- | ----- | ----- | ----- | ----- |
| 829  | 876  | 905  | 932  | 1 104 | 1 121 | 1 020 | 1 082 | 1 082 |

| 1856 | 1861 | 1866 | 1872 | 1876 | 1881 | 1886 | 1891 | 1896 |
| ---- | ---- | ---- | ---- | ---- | ---- | ---- | ---- | ---- |
| 998  | 984  | 965  | 935  | 893  | 833  | 822  | 767  | 738  |

| 1901 | 1906 | 1911 | 1921 | 1926 | 1931 | 1936 | 1946 | 1954 |
| ---- | ---- | ---- | ---- | ---- | ---- | ---- | ---- | ---- |
| 708  | 666  | 655  | 393  | 646  | 530  | 512  | 452  | 478  |

| 1962 | 1968 | 1975 | 1982 | 1990 | 1999 | 2006 | 2011 | 2016 |
| ---- | ---- | ---- | ---- | ---- | ---- | ---- | ---- | ---- |
| 540  | 630  | 636  | 642  | 661  | 642  | 739  | 731  | 681  |

| 2021 | 2022 | - | - | - | - | - | - | - |
| ---- | ---- | - | - | - | - | - | - | - |
| 663  | 668  | - | - | - | - | - | - | - |

## Culture locale et patrimoine

### Lieux et monuments

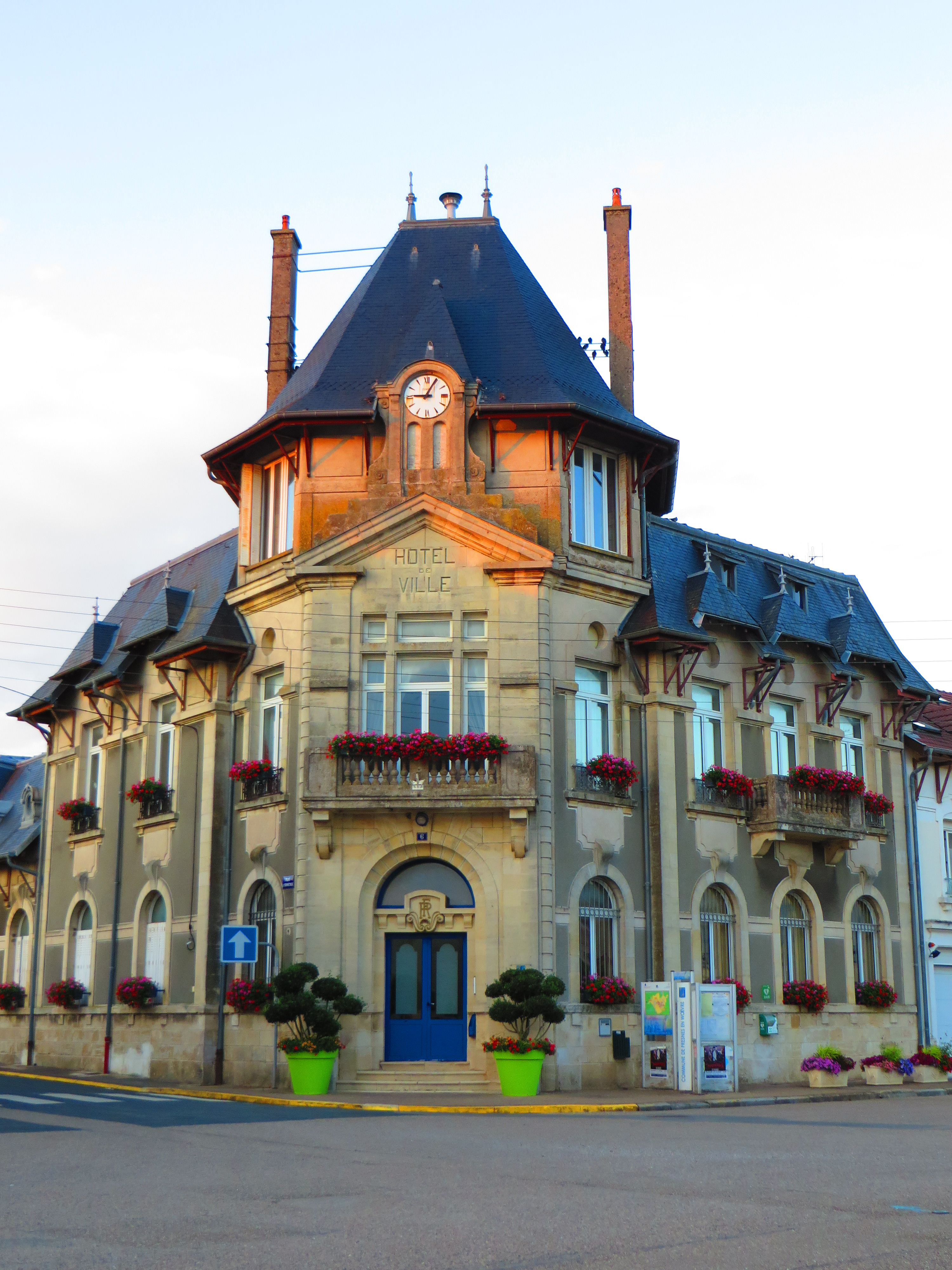
L'église Saint-Pierre-ès-Liens, détruite par les bombardements durant la Première Guerre mondiale, fut reconstruite en 1925 sur l'emplacement d'une ancienne du XIIIe siècle, puis d'une seconde de 1782.
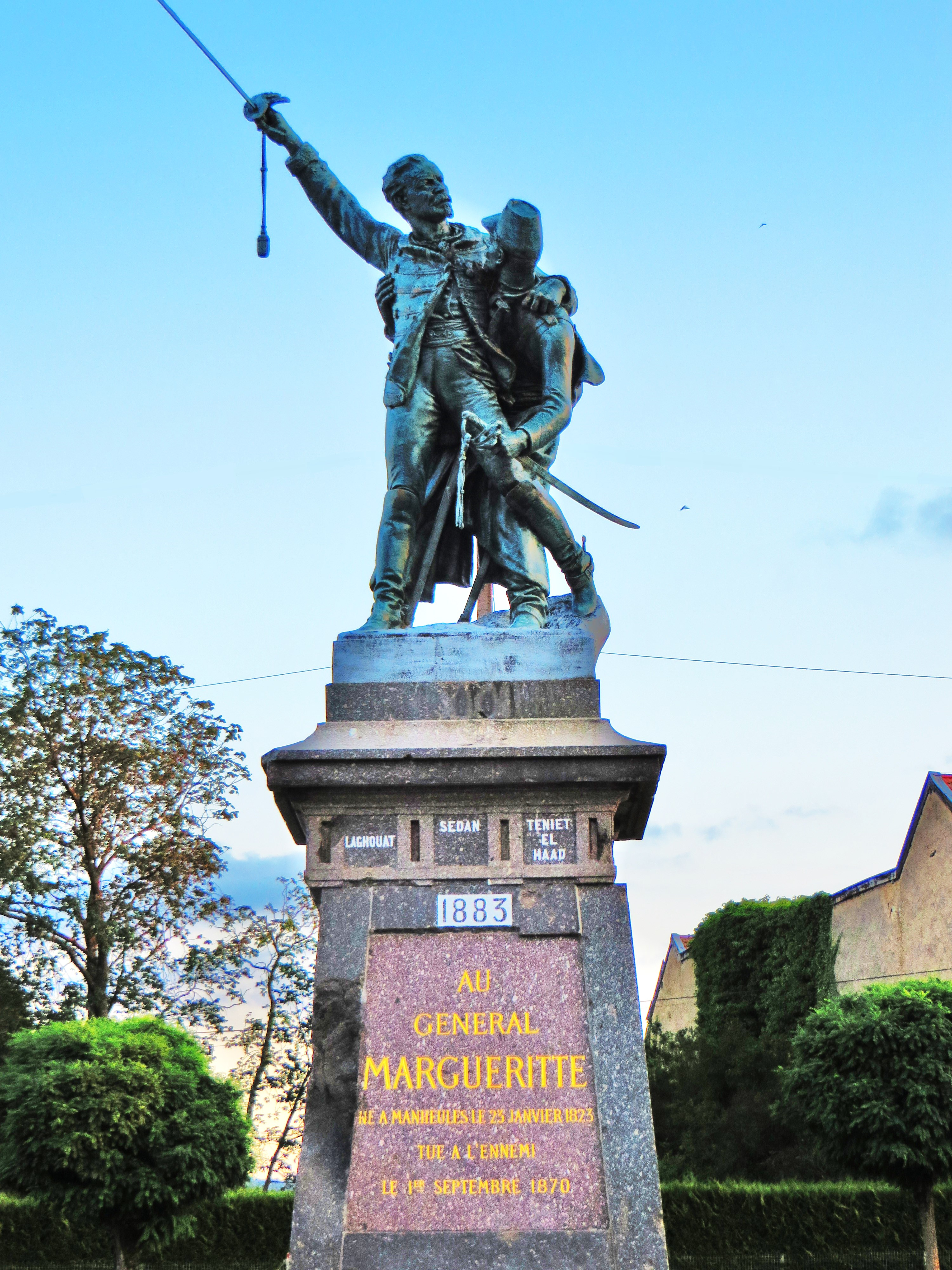
La statue du général Jean-Auguste Margueritte.

- Le monument aux morts de la guerre de 1914-1918, bas relief en pierre par le statuaire Philippe Besnard.
- L'hôtel de ville.

- L'hôtel de ville.
- La statue du général Jean-Auguste Margueritte.

### Personnalités liées à la commune
Louis Pergaud, auteur de La Guerre des boutons, est mort dans la commune.Il y était hospitalisé[réf. nécessaire] après avoir été fait prisonnier par les Allemands. C'est un bombardement d'artillerie de l'armée française qui l'aurait tué.
Une place et un monument au général Jean-Auguste Margueritte, brave de la guerre de 1870.
Philippe March, acteur est né à Fresnes-en-Woëvre en 1924.
Aldo Platini père de Michel Platini est né à Fresnes-en-Woëvre en 1927.

### Décoration française
- Croix de guerre 1914-1918 : 30 octobre 1920.